# Gorszkowo (rejon wołogodzki)
Gorszkowo (ros. Горшково) – wieś w Rosji, w rejonie wołogodzkim obwodu wołogodzkiego. W 2010 r. liczyła 5 mieszkańców.